# Marvin der Marsmensch
Marvin der Marsmensch (im englischen Original Marvin the Martian) ist eine von Chuck Jones erfundene Figur für die Cartoons der Warner Bros. Filmstudios.

## Figur
Marvin ist kleinwüchsig, hat einen schwarzen, runden Kopf, an dem allerdings außer zwei großen Augen keine sonstigen anatomischen Strukturen zu erkennen sind. Er trägt stets einen Helm, der an den eines römischen Zenturio erinnert, ein rotes Hemd, weiße Handschuhe, einen kreisrunden Rock, rote Hosen sowie große Tennisschuhe.

## Stimme
Seine Stimme kam am Anfang von Mel Blanc, später von Joe Alaskey. Marvins im Original sehr britisch und distinguiert klingende Stimme übernahm in der deutschen Version zunächst der Synchronsprecher und Dialogautor Eberhard Storeck, später Walter von Hauff.

## Entwicklung
Seinen ersten öffentlichen Auftritt – noch unter dem Namen Commander X-2 – hatte Marvin an der Seite von Bugs Bunny am 24. Juli 1948 in dem Film Hasen im Weltall. In dieser Geschichte gerät Bugs Bunny als „Freiwilliger“ in eine Rakete, die zum Mond fliegt. Dort trifft Bugs auf Marvin, der gerade dabei ist, die Erde in die Luft zu sprengen, weil sie, wie er betont, ihm die Aussicht auf die Venus versperre. Bugs vereitelt das und seither betrachtet Marvin die Zerstörung der Erde als seine Lebensaufgabe. Im goldenen Zeitalters des US-amerikanischen Zeichentrickfilms tauchte Marvin von 1952 bis 1963 in drei weiteren Kurzfilmen mit Bugs Bunnys sowie 1953 zusammen mit Daffy Duck und Schweinchen Dick in Astro-Daffy auf. Danach erschien er noch in zwei Kurzfilmen aus dem Jahr 1980, die Teil zweier Fernsehspecials waren. Einmal in Spaced Out Bunny (Bugs Bunny’s Bustin’ Out All Over) und ein weiteres Mal in Die Rückkehr des Duck Dodgers (Daffy Duck’s Thanks-for-Giving Special). Mitte der 1990er-Jahre folgten Marvin der Marsmensch in der dritten Dimension (1996) und zwei weitere kurze Kurzfilmauftritte.
Ihm zur Seite steht Commander K9, ein grüner Hund, der den gleichen Helm, den gleichen Rock und die gleichen Turnschuhe wie Marvin trägt, sowie die so genannten Instant Marsmenschen, grüne, vogelähnliche Wesen, die aus kleinen Pillen wachsen, die man nur noch mit Wasser übergießen muss (daher „Instant“). Außerdem hat er eine Nichte mit Namen Marcia.
Marvin der Marsmensch war 1979 in dem Kino-Kompilationsfilm Bugs Bunnys wilde, verwegene Jagd zu sehen. Weitere Kompilations-Fernsehspecials, in denen er auftrat, erschienen ab Ende der 1970er- bis in die frühen 1990er-Jahre. Ebenfalls tauchte er in der von 1983 bis 1987 im ZDF gezeigten Fernsehserie Mein Name ist Hase auf, die in den Vereinigten Staaten von 1960 bis 2000 unter dem Titel The Bugs Bunny Show lief. Seit den 1990er-Jahren folgten etliche weitere Serienauftritte. Anfang der 2000er Jahre wurden auf der Looney Tunes Website mehrere Webtoons mit ihm veröffentlicht. Des Weiteren war Marvin in einigen Direct-to-Videos und in den drei mit Animationen kombinierten Realfilmen Falsches Spiel mit Roger Rabbit (1988), hier hatte er einen Kurzauftritt, Space Jam (1996) und Looney Tunes: Back in Action (2003) zu sehen.
Marvin gibt es in diversen Warner-Parks innerhalb eines 3D-Films zu sehen. In Deutschland lief der Film in Warner Brothers Movie World (1996–2004). Der Film wurde bis 2010 auch in Spanien (Parque Warner) gezeigt.

## Wappentier für die NASA
Die NASA verwendete ihn als offizielles Wappentier für eine ihrer Planeten-Missionen, die des Mars Rovers Spirit.

## Filmografie
Kurzfilme
| Erstausstrahlung (USA) | Deutscher Titel                                | Originaltitel                                    | Bekannte Charaktere                                                                                               | LT/MM | Regie                               | Anmerkungen                                                            |
| ---------------------- | ---------------------------------------------- | ------------------------------------------------ | --- | ----- | ----------------------------------- | ---------------------------------------------------------------------- |
| 24. Juli 1948          | Hasen im Weltall                               | Haredevil Hare                                   | Bugs Bunny, K-9                                                                                                   | LT    | Chuck Jones                         | dt. Alternativtitel: Mondlandung                                       |
| 7. Juni 1952           | Marvin der Marsmensch                          | The Hasty Hare                                   | Bugs Bunny, K-9                                                                                                   | LT    | Chuck Jones                         |                                                                        |
| 25. Juli 1953          | Astro-Daffy                                    | Duck Dodgers in the 24½th Century                | Daffy Duck, Schweinchen Dick                                                                                      | MM    | Chuck Jones                         | Hugo-Award-Nominierung (1954); dt. Alternativtitel: Astro-Duffy        |
| 29. Mär. 1958          | Sternenflug                                    | Hare-Way to the Stars                            | Bugs Bunny, Instant Martians                                                                                      | LT    | Chuck Jones                         | Erschien am 8. Juni 1968 als Blue-Ribbon-Version.                      |
| 19. Okt. 1963          | Marshäschen                                    | Mad as a Mars Hare                               | Bugs Bunny | MM    | Chuck Jones Co-Regie: Maurice Noble | dt. Alternativtitel: Mars-Häschen                                      |
| 21. Mai 1980           | –                                              | Spaced Out Bunny                                 | Bugs Bunny, Hugo the Abominable Snowman                                                                           | LT    | Chuck Jones & Phil Monroe           | Teil des Specials Bugs Bunny’s Bustin’ Out All Over                    |
| 20. Nov. 1980          | Die Rückkehr des Duck Dodgers                  | Duck Dodgers and the Return of the 24½th Century | Daffy Duck, Schweinchen Dick, Gossamer                                                                            | MM    | Chuck Jones                         | Teil des Specials Daffy Duck’s Thanks-for-Giving Special               |
| 6. Okt. 1995           | –                                              | Another Froggy Evening                           | Michigan J. Frog, Kurzauftritt: Pussyfoot                                                                         | LT    | Chuck Jones                         | Kurzauftritt                                                           |
| 29. Juni 1996          | Marvin der Marsmensch in der dritten Dimension | Marvin the Martian in the Third Dimension        | Daffy Duck, K-9, Instant Martians                                                                                 | LT    | Douglas McCarthy                    | Freizeitpark-Attraktion in Warner Bros. Movie World; 3D-Animationsfilm |
| 23. Aug. 1996          | –                                              | Superior Duck                                    | Daffy Duck, Kurzauftritte: Foghorn Leghorn, Road Runner & Wile E. Coyote, Schweinchen Dick, Taz, Tweety, Superman | LT    | Chuck Jones                         | Kurzauftritt                                                           |

- LT steht für die Looney-Tunes-Reihe, MM steht für die Merrie-Melodies-Reihe.

Kompilationsfilme
- 1979: Bugs Bunnys wilde, verwegene Jagd (The Bugs Bunny/Road-Runner Movie, mit Realszenen)
- 1983: Daffy Ducks fantastische Insel (Daffy Duck’s Movie: Fantastic Island, Kurzauftritt)

Fernsehserien
- 1983: Mein Name ist Hase (Kompilationsserie)
- 1991: Tiny Toon Abenteuer (Tiny Toon Adventures, 1 Folge)
- 1992: Taz-Mania (1 Folge)
- 1993–1998: Animaniacs
- 1999: Sylvester und Tweety (The Sylvester & Tweety Mysteries, Kurzauftritt in Folge 5x03)
- 2002–2005: Baby Looney Tunes (14 Folgen)
- 2003–2005: Duck Dodgers
- 2005: Bugs Bunny und Looney Tunes (Kompilationsserie)
- 2011–2013: The Looney Tunes Show (12 Folgen)
- 2015–2019: Die neue Looney Tunes Show (New Looney Tunes, 9 Folgen)
- seit 2019: Looney Tunes Cartoons (11 Folgen)

TV-Specials
Es erschienen einige Fernsehspecials, die großteils aus alten Kurzfilmen bestehen. Nur Bugs Bunny’s Bustin’ Out All Over von 1980 ist eine originale Zeichentrickproduktion. In Daffy Duck’s Thanks-for-Giving Special aus demselben Jahr gab es einen neuen Duck-Dodgers-Kurzfilm zu sehen.
- 1977: Bugs Bunny in Space
- 1980: Bugs Bunny’s Bustin’ Out All Over
- 1980: Daffy Duck’s Thanks-for-Giving Special
- 1986: Bugs Bunny/Looney Tunes 50th Anniversary (mit Star-Interviews)
- 1990: Happy Birthday Bugs (Happy Birthday, Bugs!: 50 Looney Years, mit Realszenen und Stars, Kurzauftritt)
- 1991: Bugs Bunnys Mondlaunen (Bugs Bunny’s Lunar Tunes, mit Realszenen)
- 2003: Cartoon Network’s Funniest Bloopers and Other Embarrassing Moments (mit Realszenen, Kurzauftritt)

Direct-to-Videos
- 2000: Tweety’s High-Flying Adventure (Kurzauftritt)
- 2003: Looney Tunes: Reality Check (Webtoons-Kompilationsfilm, Kurzauftritt)
- 2003: Looney Tunes: Stranger Than Fiction (Webtoons-Kompilationsfilm)
- 2006: Bah, Humduck! A Looney Tunes Christmas
- 2015: Looney Tunes – Hasenjagd (Looney Tunes: Rabbits Run)

Realfilme/Animationsfilme
- 1988: Falsches Spiel mit Roger Rabbit (Who Framed Roger Rabbit, Kurzauftritt)
- 1996: Space Jam
- 2003: Looney Tunes: Back in Action
- 2021: Space Jam: A New Legacy

Dokumentarfilm
- 2000: Chuck Jones: Extremes & Inbetweens – A Life in Animation (mit Stars)

Webtoons
Anfang der 2000er Jahre wurden auf der Looney Tunes Website mehrere Webtoons veröffentlicht:
- 2001: Mysterious Phenomena of the Unexplained #2
- 2001: Toon Marooned #10 (Kurzauftritt)
- 2002: Satellite Sam (Kurzauftritt)
- 2002: Tech Suppork (Kurzauftritt)
- 2004: Parallel Porked (Kurzauftritt)
- 2005: Malltown and Tazboy (Kurzauftritt)

Realfilme
- 2013: Gravity (Kurzauftritt als Spielzeugversion)
- 2018: Ready Player One

Werbespot
- 2012: MetLife-Werbespot